# Ghemara
Ghemara (lingua ebraica: גמרא "studiare"; pronuncia ashkenazita: Ghmora) è la parte del Talmud contenente i commentari rabbinici e le discussioni sorte sull'interpretazione della Mishnah.

## Storia
Una volta che il nucleo della Mishnah fu stabilito in forma scritta da Rabbi Yehudah ha-Nassì (200 circa), fu studiato esaurientemente dai Maestri (Amoraim) in Babilonia e nell'Antico Israele. Le loro discussioni furono raccolte in una serie di libri che formarono la Ghemara, la quale, unita alla Mishnah, dà vita al Talmud.

## Edizioni
Vi sono diverse "edizioni critiche" della Ghemara, una compilata da studiosi in Israele, (principalmente nelle accademie di Tiberiade e Cesarea verso il 350) e l'altra eseguita dai Maestri di Babilonia (soprattutto nelle accademie di Sura, Pumbedita, e Mata Mehasia, verso il 500). Si tratta di due distinte scuole di analisi ed esegesi, il Talmud babilonese ed il Talmud di Gerusalemme, a cui si fa riferimento in tutta la letteratura rabbinica successiva. Nel tempo però si è presa l'abitudine di parlare di Ghemara e Talmud, senza ulteriore precisazione, per riferirsi alla versione babilonese dei testi.

### Talmud Bavlì - Talmud Babilonese
Le leggi della Torah sono formulate in modo conciso. Anticamente tali leggi venivano spiegate e tramandate oralmente di generazione in generazione. Dopo la caduta del Secondo Tempio di Gerusalemme e la dispersione del popolo ebraico, consapevole del pericolo che gli insegnamenti orali potessero venire dimenticati, Rabbi Yehudah ha-Nassì all'inizio del III secolo raccolse gli insegnamenti orali e compilò la Mishnah.
La Mishnah è costituita da Sei ordini ed è un riassunto delle leggi definite dai Maestri secondo argomenti specifici. Nei tre secoli che seguirono la morte di Rabbi Yehudah ha-Nassì, la Mishnà fu studiata e approfondita dai Maestri in Palestina e in Babilonia, dove esisteva una florida comunità. Le discussioni e gli insegnamenti dei Maestri sui singoli trattati della Mishnà vennero raccolte e formarono il Talmud Yerushalmi (Talmud di Gerusalemme, IV sec) e il Talmud Bavlì (Talmud di Babilonia, VI sec).
La parte più ampia del Talmud è dedicata alla discussione delle leggi; una parte cospicua è dedicata alla narrazione di midrashim (parabole che hanno un profondo significato morale e da cui spesso si desume la normativa) e a insegnamenti in varie materie (medicina, scienza, storia, matematica etc.).
Il Talmud è molto importante nell'ebraismo e nella formazione ebraica perché tutta la complessa normativa che regola la vita ebraica è codificata partendo dal Talmud.

### Talmud Yerushalmi - Talmud di Gerusalemme
Il secondo Talmud viene impropriamente chiamato Talmud Yerushalmi poiché in realtà non fu redatto nella città del Santuario bensì a Tiberiade. Il Talmud Yerushalmi differisce dal primo per il linguaggio, lo stile e la terminologia.
Di quest'ultimo possediamo solo quattro dei sei ordini: Zeràim, Moèd, Nashìm e Nezikìn (in cui mancano però Eduyot e Avot), oltre alle prime tre sezioni di Niddà.
Secondo il Rambam fu Rabbi Yochanan, aiutato dai suoi discepoli, a redigere il Talmud Yerushalmi durante l'ultimo quarto del III secolo d.C.

## Struttura
Ghemara e Mishnah assieme formano il Talmud. Esso pertanto comprende due componenti: Mishnah – il testo principale; Ghemara – analisi e commentari che "completano" il Talmud (da gamar גמר,: ebraico "completare", finire; aramaico "studiare").
Stricto sensu, la parola Ghemar si riferisce alla padronanza ed al tramandarsi della tradizione, contrapposto a sevara, che implica la derivazione di un risultato per mezzo della logica. Entrambi gli aspetti sono tuttavia incarnati dalla Ghemara intesa come specifica opera letteraria.
I Rabbini della Mishnah sono noti come Tannaim (singolare: Tannà תנא). I rabbini della Ghemara sono spesso indicati come Amoraim (singolare: Amora אמורא).

### Lasughiya
L'analisi degli Amoraìm si concentra di solito sul chiarimento delle posizioni, parole e concezioni dei Tannaìm. Questi dibattiti formano praticamente i "mattoni" su cui è edificata la Ghemara; un passaggio di Ghemara si chiama "Sughiya" (סוגיא; plurale sughiyot). Normalmente una sughiya contiene un'elaborazione della Mishnah fondata su argomentazioni logico-deduttive. Ogni aspetto della Mishnah è fatto oggetto di rigorosa investigazione. L'analisi è finalizzata ad una comprensione esauriente del pieno significato della Mishnah.
Nel Talmud, una sughiya è presentata come una serie di ipotesi e domande – ed il testo talmudico registra ogni passo del processo di ragionamento e derivazione.
La Ghemara prende pertanto la forma di uno scambio dialettico. (Al contrario, la Mishnah afferma opinioni legali compiute – e spesso differenze di opinione tra i Tannaìm. C'è poco dialogo.) I dialoganti sono qui denominati makshàn (interrogante, "colui che solleva una difficoltà") e tartzàn (rispondente, "colui che mette in chiaro").
La Ghemara è anche il repertorio dei disaccordi semantici tra Tannaìm e Amoraìm. Alcune di queste discussioni furono in realtà condotte dagli Amoraìm, benché molte siano pure state ricostruite in via ipotetica dai redattori talmudici. (Spesso attribuiscono un modo di vedere ad un'autorità più antica, come se avesse risposto ad una domanda: "Questo è ciò che Rabbi X potrebbe aver sostenuto..."). Raramente le dispute sono formalmente concluse.

### Argomentazione e dibattito
La principale caratteristica della ghemara deriva largamente dall'argomentazione e dibattito descritti sopra. In ogni sughiya ciascun partecipante può citare prove dalle scritture (Amorah e/o Mishnah) per costruire un fondamento logico alle proprie opinioni. Il processo di deduzione richiesto per derivare una conclusione da un argomento testuale è spesso complesso logicamente ed indiretto. "Affrontando un'affermazione di qualunque genere, lo studente talmudico procederà ponendosi una serie di domande prima di dichiararsi soddisfatto per averne compreso il pieno significato. Questa analisi è spesso descritta come "matematica" nell'approccio; Adin Steinsaltz pone l'analogia degli Amoraim con gli scienziati: essi indagano l'Halakhah laddove Mishnah, Tosefta e midrash sono i fenomeni studiati.

#### Argomenti testuali
Gli argomenti testuali — evocati per corroborare le proprie tesi e/o per rigettare le tesi avversarie — comprendono:
- versetti dal Tanakh: è considerato rilevante l'esatto linguaggio specificamente utilizzato;
- altre mishnayot: riferimenti incrociati a casi analoghi, o ragionamenti paralleli dal Tanna in questione;
- Beraitot  (letteralmente "materiale esterno"; sing. beraita ברייתא) - fonti di  halakha non mishnaiche;